# Dharshan Kumaran
Dharshan Kumaran (* 7. Juni 1975) ist ein englischer Schachspieler.
1986 gelang ihm der Sieg bei der Jugendweltmeisterschaft U12 in San Juan. Im Jahre 1991 gewann er die U16-Jugendweltmeisterschaft in Guarapuava.
In der Four Nations Chess League spielte er für die Vereine Invicta Knights Maidstone (1993/94, 1996/97 und 1997/98) und Slough (2000/01).
Im Jahre 1993 wurde ihm der Titel Internationaler Meister (IM) verliehen, 1997 der Titel Großmeister (GM).
| Hier fehlt eine Grafik, die leider im Moment aus technischen Gründen nicht angezeigt werden kann. Wir arbeiten daran! |